# 廷吉里里卡河

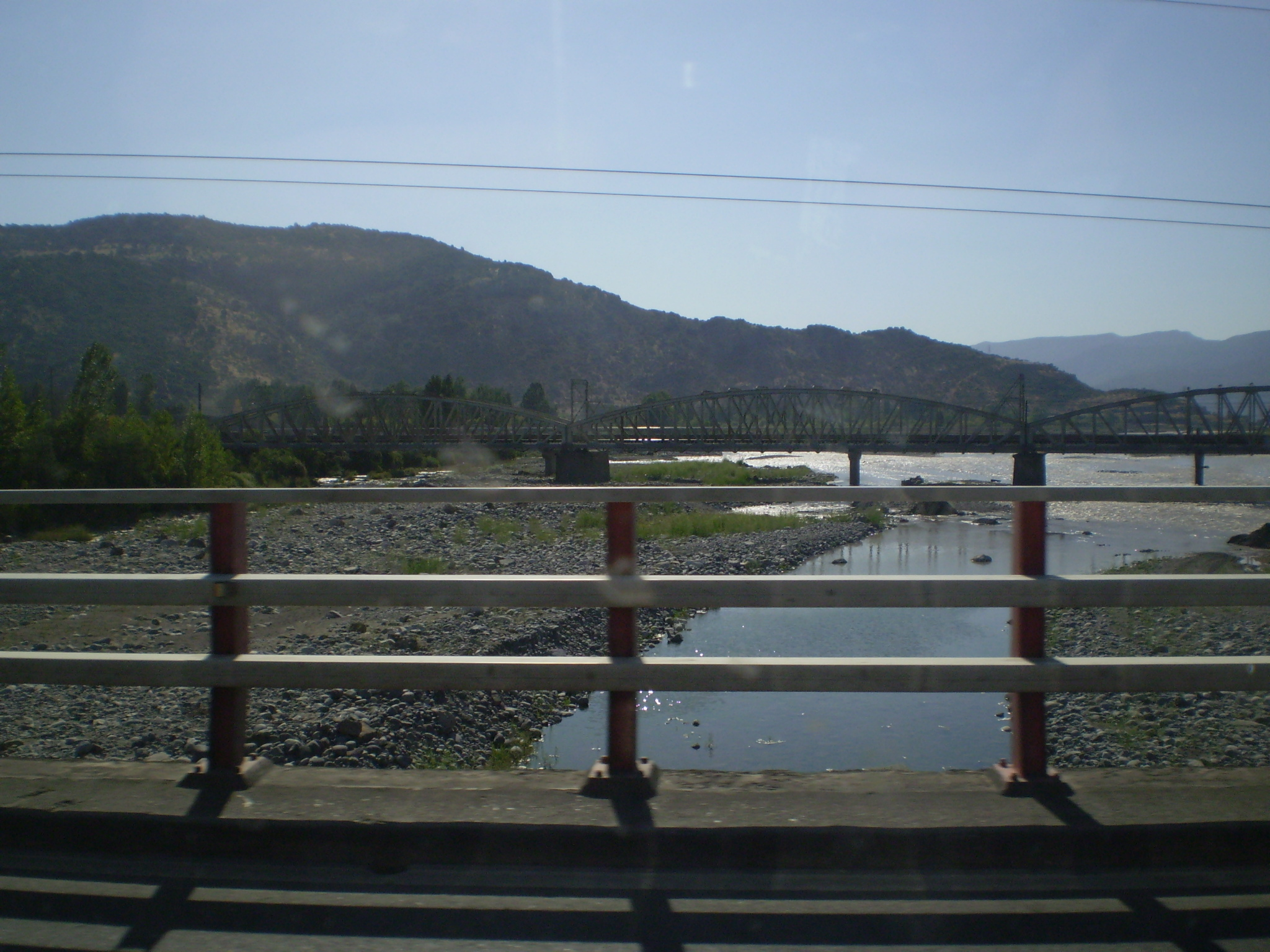
廷吉里里卡河

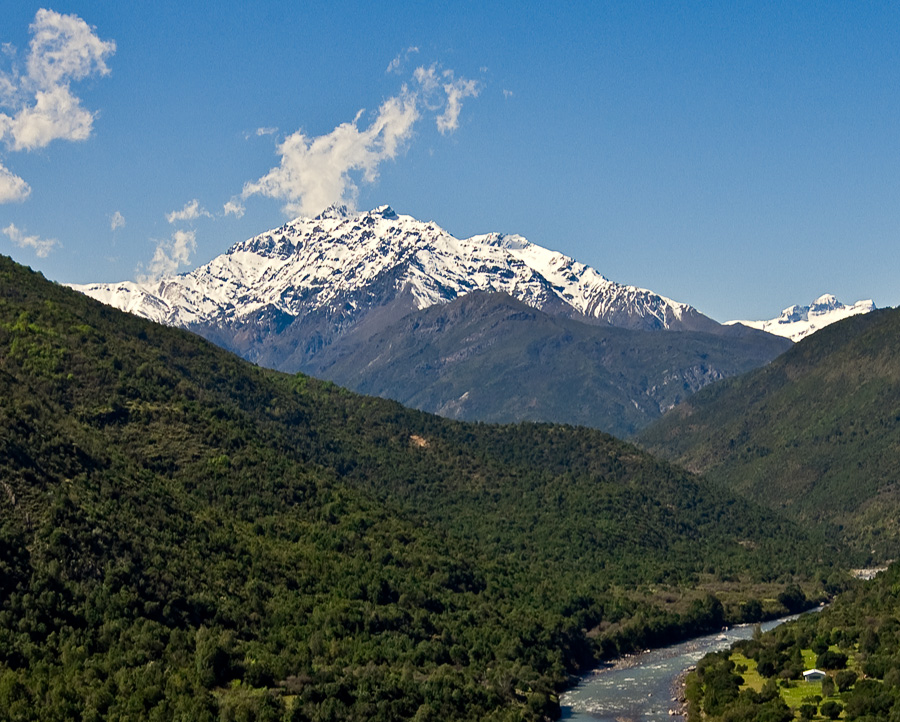

廷吉里里卡河（西班牙語：Río Tinguiririca）是智利的河流，位於該國中部，由奧伊金斯將軍解放者大區負責管轄，河道全長167公里，流域面積4,730平方公里，發源自安第斯山脈。

## 外部連結
- Cuenca del río Rapel